# Западная Армения

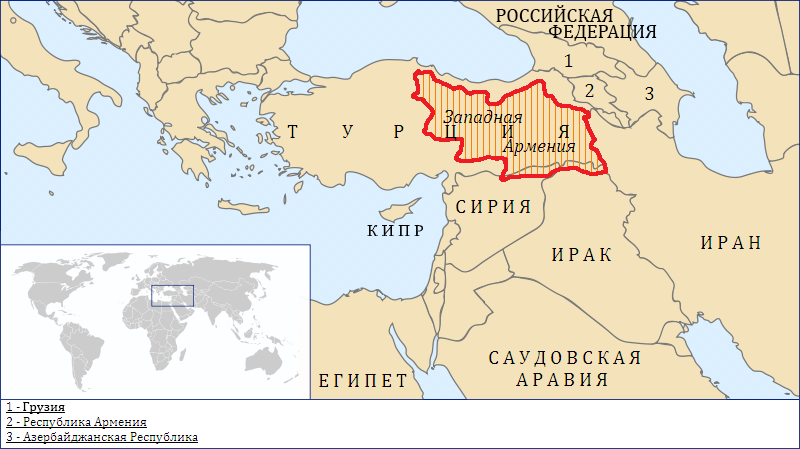
Территория Западной Армении. Шесть армянских провинций Османской империи — Ван, Эрзерум, Харпут, Битлис, Диарбекир, Сивас. Термин Шесть армянских провинций был впервые использован на Берлинском конгрессе в 1878 году

Западная Армения (арм. Արևմտյան Հայաստան) — западная часть исторической Армении, сильно превосходящая по площади её восточную часть и включавшая в себя к началу XX века территории так называемых шести армянских вилайетов. Площадь Западной Армении составляла примерно 186 500 км2.
После потери Арменией государственности, Западная ее часть входила в состав Византии, с XVI века — в состав Османской империи, с 1923 года в составе Турции. В результате Русско-турецкой войны (1877—1878), часть Западной Армении вошла в состав Российской империи (Карсская область). В ходе Первой мировой войны, к началу 1917 года, Русской императорской армии совместно с армянскими добровольческими дружинами удалось занять значительные территории Западной Армении (см. КФ ПМВ).
Коренное армянское население Западной Армении многократно подвергалось актам истребления, самыми крупными из которых были Хамидийская резня и Геноцид армян. Геноцид армян прошлого века, осуществлённый турецким правительством, окончательно депопулировал западную часть исторической армянской родины от присутствия армян.
Иногда также используются исторические термины — «Византийская Армения», «Османская Армения», «Турецкая Армения».
В западной части существовало государство Малая Армения.

## История

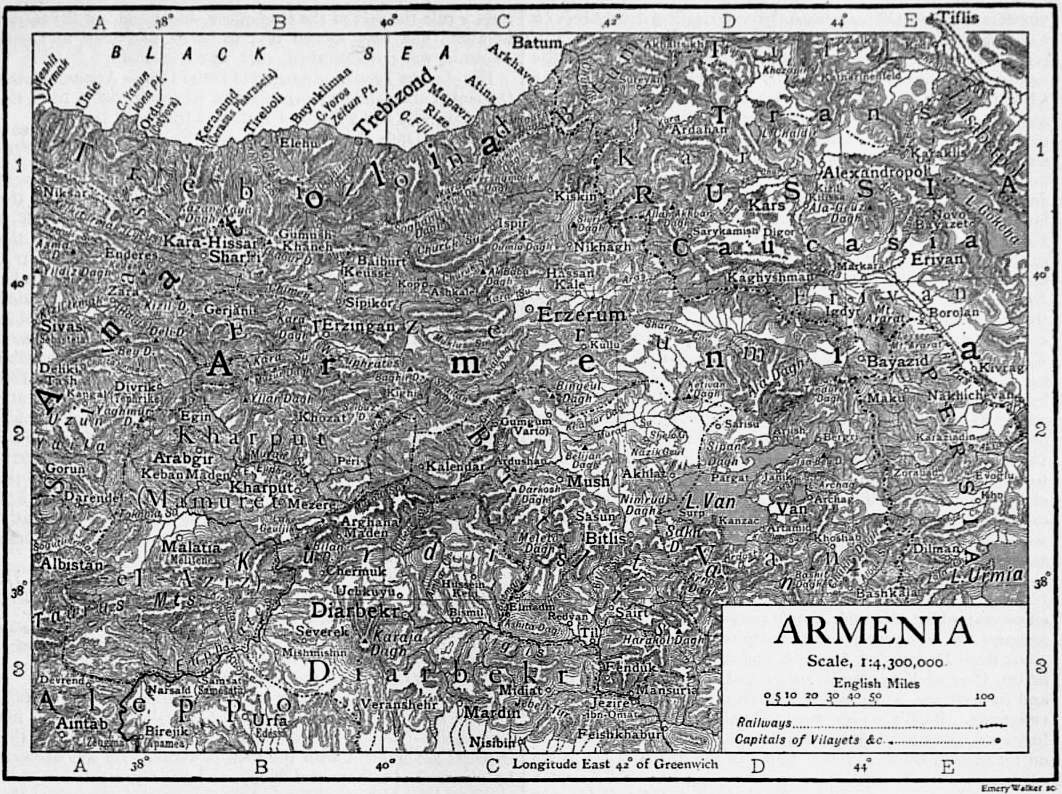
Западная Армения. Энциклопедия Британника, 1911 год

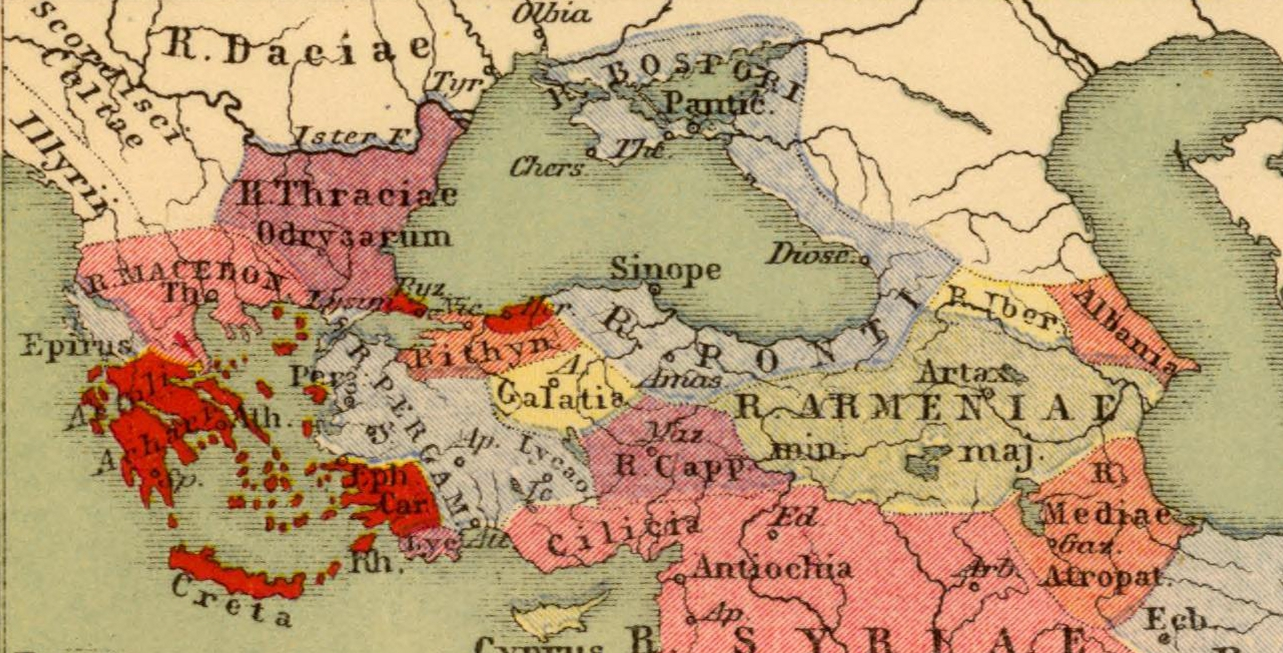
Армения на карте Персидской и Македонской империй, Генрих Киперт, 1903 г.

### Первый и второй разделы Великой Армении
В период господства Византии под Западной Арменией понимались следующие территории:
- Малая Армения (до административной реформы Юстиниана I — Первая и Вторая Армения), завоёванная римлянами ещё в I веке до н. э. Восстановлено императором Калигулой в 40 г. н. э., как клиентское царство. Упразднено императором Веспасианом в 71 г. н. э. и снова превращено в римскую провинцию Армения.
- Армянские земли, располагавшиеся на территории Цопка (Софены). Были завоёваны Римом в 363—368 годах.
- Часть Великой Армении, завоёванная Римом в 387 году, и называемая Внутренней Арменией (Armenia Interior). Территориально совпадала с Высокой Арменией.

Понятие «Западная Армения» вошло в обиход в 387 году, после раздела Великой Армении на Западную (Римская империя) и Восточную (Сасанидский Иран) части.
В 536 году византийский император Юстиниан I (527—565) разделил Западную Армению на 4 административных района — соответственно I, II, III и IV Армении.
В результате 20-летней персидско-византийской войны (572—591) произошёл новый раздел Армении: часть Восточной Армении отошла к Византии.

### Армянское автономное княжество
Около 631 года в границах Византийской Армении возникло автономное армянское княжество. Позже в него включена часть Персидской Армении, правитель которой, Теодорос Рштуни, платил дань омейядскому халифу Муавии и подчинялся его наместнику. После смерти Муавии в 680 году выплата дани прекратилась.

### Восстановление независимости
В 885 году усилиями представителей династии Багратидов и их сторонников независимость Армении восстановилась в преобладающей части Великой Армении — Васпураканское, Карсское (оно же Ванандское), Сюникское царства и Таронское, Хаченское княжество.

### Нашествие тюрок
После нашествий турок-сельджуков во второй половине XI века и падения царства Багратидов на территории 3ападной Армении возникли различные сельджукские эмираты. Продолжали своё существование также ряд армянских княжеств — Торникянов (Сасун), Хегенскянов (Васпуракан) и другие. В XII—XIII веках некоторые части 3ападной Армении вошли в состав княжества Закарьянов, находившееся на тот момент в вассальной зависимости от Грузинского царства.
Однако нашествие монголов привело к ослаблению армянского нахарарского сословия, и на территории Армении обосновались кочевые туркменские племена, объединяющиеся в кланы Ак-Коюнлу и Кара-Коюнлу.

### Под властью Османской империи

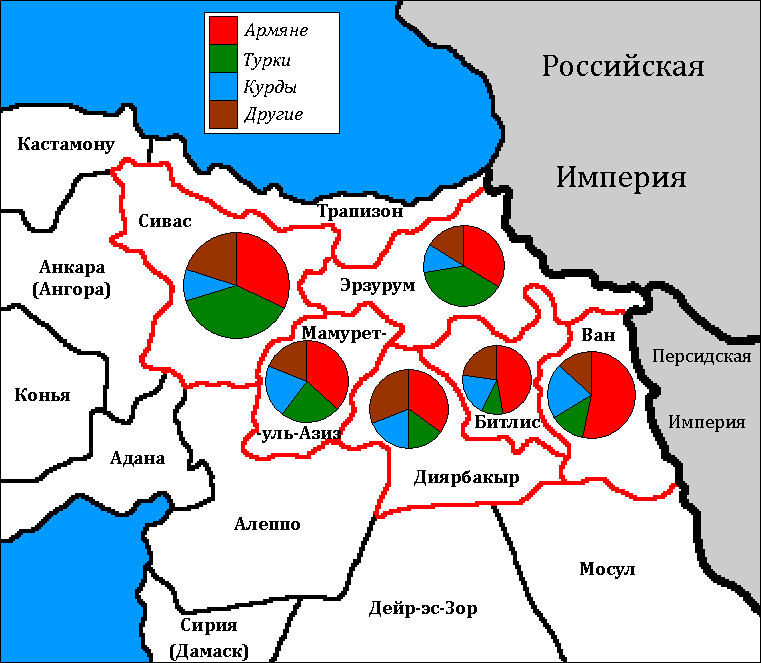
Этническая карта Западной Армении перед Геноцидом армян 1915 года. Данные Константинопольского патриархата.

По Амасийскому договору 1555 года 3ападная Армения попала под владычество Османской Турции.

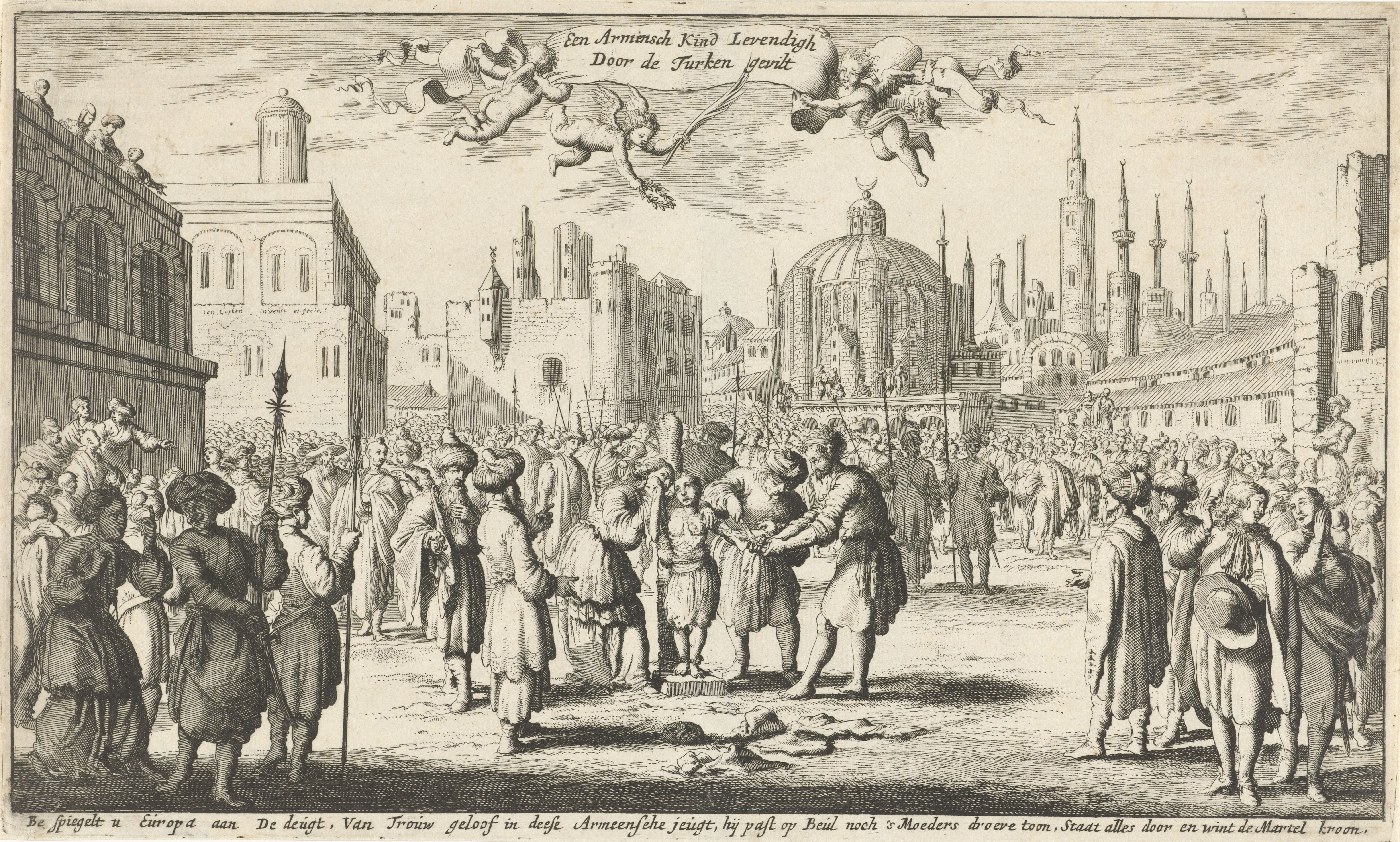
Гравюра Яна Лёйкена "Армянский ребёнок, убитый турком", 1681 г.

Ещё в XVII веке в Западной Армении армяне составляли 98 % населения. Демографическая ситуация в регионе начала меняться в XVIII веке. Особенно сильно ситуация изменилась в годы правления султана Абдул-Хамида и партии Иттихад.  Вместе с тем на территории армянских провинций, только в период с 1878 по 1904 год, было поселено 850 000 мусульманских мухаджиров, а около 150 000 армян было насильно обращено в ислам. В результате этой политики мусульманское население Западной Армении, за относительно короткий срок, возросло в несколько раз, а армянское население значительно сократилось
Положение в 3ападной Армении резко изменилось в XIX веке. Армяне, как и остальные христианские народы (греки и ассирийцы), населяющие Османскую империю, подвергались сильнейшим гонениям, были лишены всяких прав на защиту жизни и имущества. Армянское христианское население не могло рассчитывать на равенство с турками и курдами. В обмен на возможность исповедовать христианство, армяне были обязаны платить специальный налог, а также следовать достаточно строгим ограничениям.
Однако армянским Национальным собранием Константинополя 24 мая 1860 года была принята Национальная конституция армян («Положение об армянской нации»). Она была утверждена Высокой Портой 17 марта 1863 года. Этим османское правительство стремилось повысить престиж Османской империи в Европе, что отвечало обязательствам, взятым Османской империей согласно Парижскому договору 1856 года. По Положению об армянской нации армянский патриарх признавался «главой нации» и посредником в исполнении законов государства. Для решения внутренних дел османских армян избиралось Национальное собрание (законодательный орган) в составе 140 депутатов (20 — от духовенства, 120 — от светских кругов). Для решения церковных дел в патриаршестве должно было действовать Духовное собрание, а для ведения политических дел — Политическое собрание, которые в случае необходимости могли образовать Общее собрание. Патриарх и члены этих двух собраний избирались общим собранием, состоявшим из почётных членов нации. Депутатское собрание, называвшееся Общим национальным собранием, созывалось раз в два года.
Армянское крестьянство страдало от огромной налоговой нагрузки и жило в тяжелейших условиях, поскольку армянские вилайеты Османской империи были отданы местной администрации, которая занималась самоуправством.

### Третий раздел Армении
В мае 1639 года между Османской империей и Сефевидской Персией был подписан мирный договор, завершивший войну 1623—1639 годов. Произошёл очередной раздел Армении. Османы признавали практически всю территорию Закавказья частью Персии. Начало новой границы было положено в районе Джавахского хребта, далее граница следовала по реке Ахурян, проходя по хребту Армянских гор (западным сколам Большого Арарата) соединяясь с горной системой Загрос. Западнее новой границы оказались территории Западной (2/3 части исторической Армении), восточнее — Восточной (Персидской) Армении (1/3 часть).

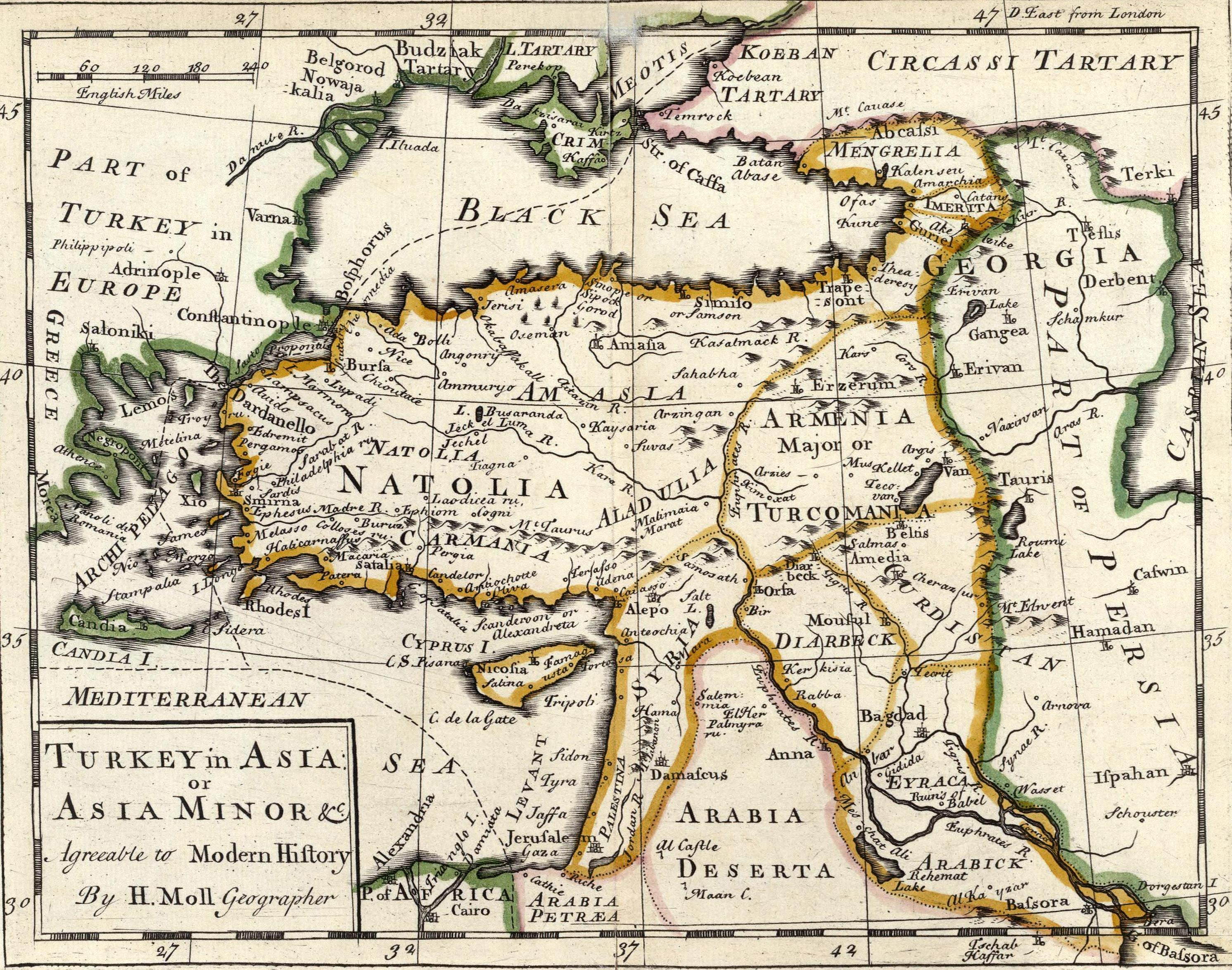
Западная Армения в первой половине XVIII века. Карта голландского картографа Германа Молля (сер. XVII века — 1732)
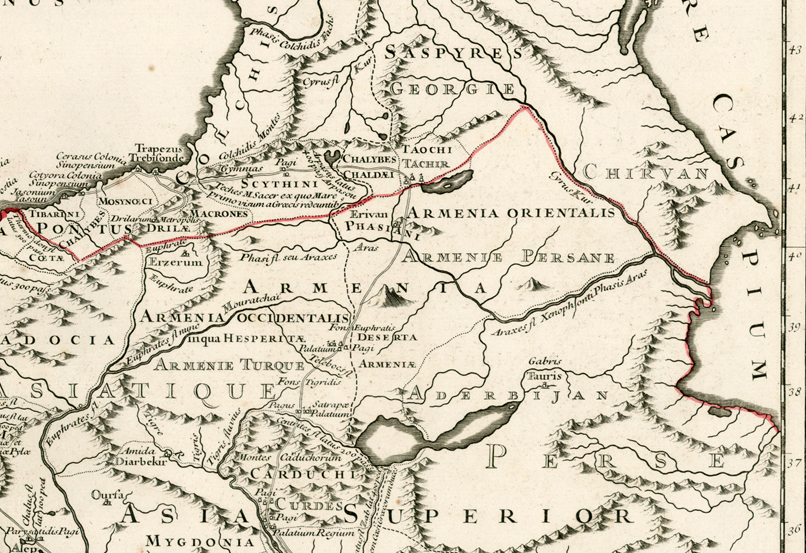
Восточная и часть Западной Армении (Armenia occidentalis) на карте 1740 года
Азиатская Турция с указанием 6 армянских вилайетов. Карта 1903 года
Закавказье в конце XVIII века с обозначением Восточной и Западной Армении

### Западная Армения в составе Российской империи

#### Русско-турецкая война 1877—1878 годов
Среди армян, живших в Западной Армении, постепенно росло недовольство турецкой властью, они желали, чтобы Россия освободила их от турок. Поэтому, когда Россия объявила войну Турции, армянское население Османской империи активно помогало российским войскам на Азиатском театре боевых действий.
Боевые действия начались в апреле 1877 года. Русская армия действовала решительно и успешно, глубоко продвинувшись на территорию Османской империи. К началу мирных переговоров были взяты: Батум, Ардаган, Артвин, Ардануч, Баязет, Диадин, Игдыр, Каракалиса, Карс, Алашкерт, Кёпрюкёй и другие населённые пункты. Русские части стояли на подходах к Эрзеруму, окружив, считавшуюся неприступной, город-крепость. В русской армии служило много младших, средних и высших офицеров-армян, такие как М. Т. Лорис-Меликов, А. А. Тергукасов и И. И. Лазарев и другие.
В ходе войны, армянское население Западной Армении (Армянских вилайетов Османской империи) считало Россию «единственной надеждой на избавление от ужасных анархических условий жизни». Армянское население оказывало всевозможную поддержку Русской императорской армии. Формировались добровольческие отряды, участвовавшие в боевых действиях против турок. Мирные жители-армяне встречали русские войска как освободителей.
Впервые на международной арене «Армянский вопрос» возник в процессе разработки условий Сан-Стефанского мира, являющимся итогом Русско-турецкой войны, так как предыдущие турецкие реформы, вводившие принципы равенства среди христианского и мусульманского населения империи оставались полностью не реализованными, напротив, вызывая всё большее подозрение и негодование мусульманской части империи.
В связи с продолжающимися регулярными массовыми грабежами и набегами курдских и черкесских банд, армяне искали русского заступничества. После победы России в войне, представители армянской интеллигенции и духовенства обратились к России с просьбой о включении в повестку мирной конференции конкретных положений о самоуправлении армянских вилайетов Восточной Анатолии. Результаты Сан-Стефанского мира только отчасти удовлетворяли армян.
Согласно 16-й статье договора, Порта была обязана провести реформы в армянских вилайетах, а также брала на себя обязательство по предоставлению гарантий безопасности христианского населения от набегов курдов, черкесов и сирийцев. Русская армия оставалась на территории Эрзерумского вилайета до тех пор, пока император Александр II не убедится в достаточности принимаемых мер по обеспечению и гарантии безопасности христианского населения. Россия получала Батум, Ардаган, Карс, Алашкерт (включая Алашкертскую долину) и Баязет с прилегающими районами.
Однако под огромным давлением Великобритании, поддерживающей Турцию, а также Австро-Венгрии, не собирающихся считаться с ростом российского влияния как на Балканах, так и в Закавказье, в июле 1878 года начался пересмотр результатов Сан-Стефанского договора. Узнав о пересмотре результатов соглашения, армянские делегации направились в Париж и Берлин, где ожидали содействие решению своего вопроса со стороны европейских держав, однако ни в одной из столиц его не нашли. Единственным заступником армян оставалась Россия.

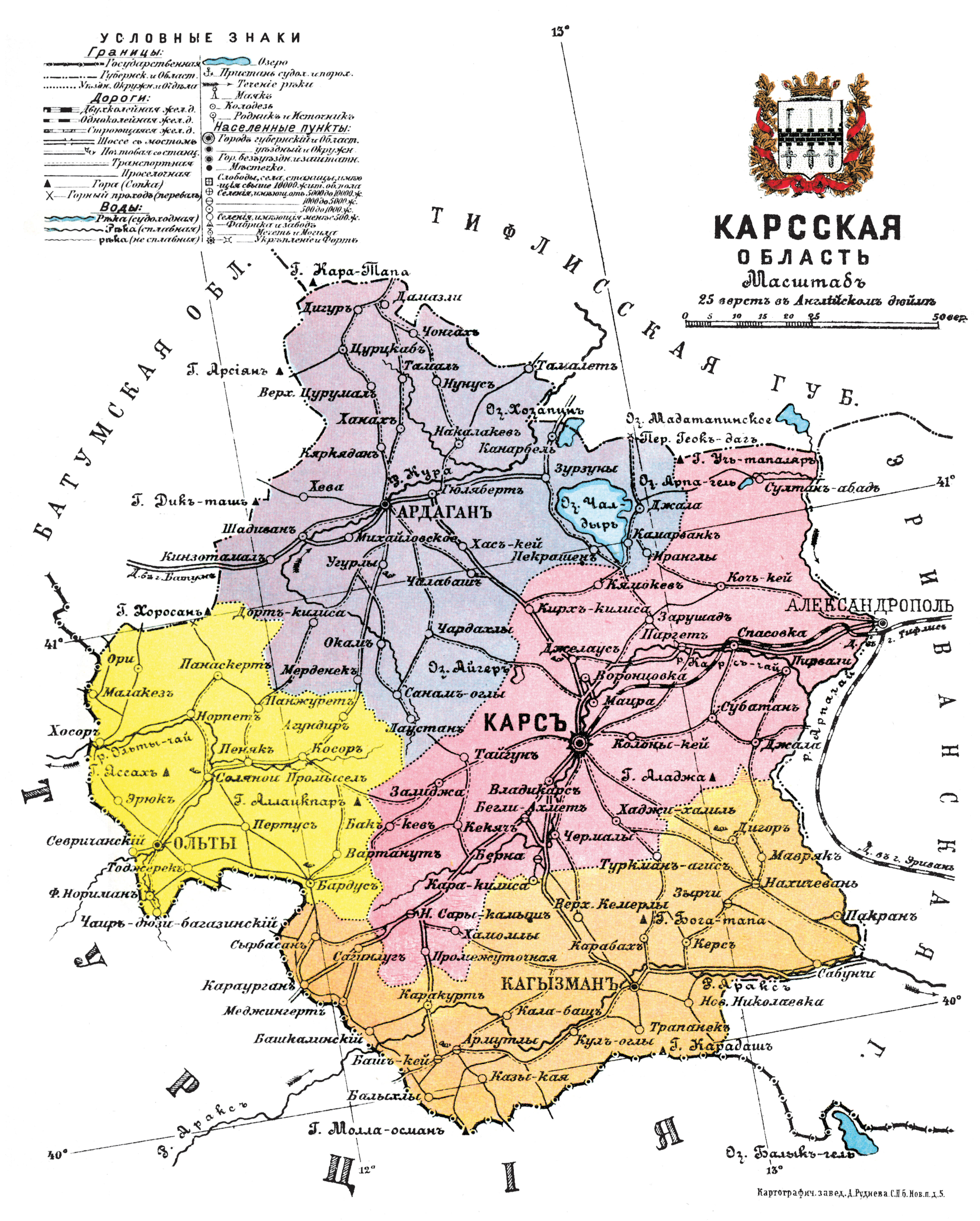
Карсская область

Согласно статье 60 Берлинского трактата, Россия была обязана вернуть Турции два оккупированных района — Алашкертскую долину и город Баязет, и вместе с ними армяне (по некоторым оценкам, около 25 000 человек), из-за угрозы насильственной расправы со стороны турецкого государства, были вынуждены оставить свою родину и переселиться на территорию, отошедшую России; а реформы, которые должны были осуществляться под контролем России, становились «коллективной ответственностью» европейских стран. По сути, подавляющая часть требований армянской делегации, направленных на защиту населения, аналогично предоставляемых другим христианским балканским народам, были просто проигнорированы в ходе конференции.
Берлинский трактат, статья 61: 
Блистательная Порта обязуется осуществить, без дальнейшего замедления, улучшения и реформы, вызываемые местными потребностями в областях, населенных армянами, и обеспечить их безопасность от черкесов и курдов. Она будет периодически сообщать о мерах, принятых ею для этой цели, державам, которые будут наблюдать за их применением.

Русская армия должна была покинуть завоёванную территорию Эрзерумского вилайета и Алашкертской долины уже второй раз за полвека. Сразу после её ухода, началась новая волна погромов и грабежей армянского населения, которую не удавалось остановить на протяжении нескольких лет.
В результате войны, ещё одна часть Армянского нагорья (часть Западной Армении) присоединялась к российскому Закавказью. На отошедших России территориях были образованы две административные единицы: Батумская и Карсская области. Карсская область состояла их четырёх округов: Ардаганский, Кагызманский, Карсский и Ольтинский. В 1877 году, до начала войны, около 75 % жителей санджаков, отошедших по результатам войны к России, и на территории которых была образована Карсская область (Карсский и Чалдырский санджаки Эрзерумского вилайета), были мусульманами. В годы войны и после заключения мира, около 75 000 человек были вынуждены переселиться западнее, вглубь Турции. На их место переселялись русские религиозные сектанты и бежавшие от турецкого гнёта армяне.
В результате массовых убийств армян 1894—1896 годов погибло по разным оценкам от 100 до 300 тыс. западных армян. Практически все армянские духовные и политические лидеры выступали против выхода Западной Армении из состава Турции, и были бы полностью удовлетворены образованием армянской автономии.

#### Первая мировая война и послевоенный период

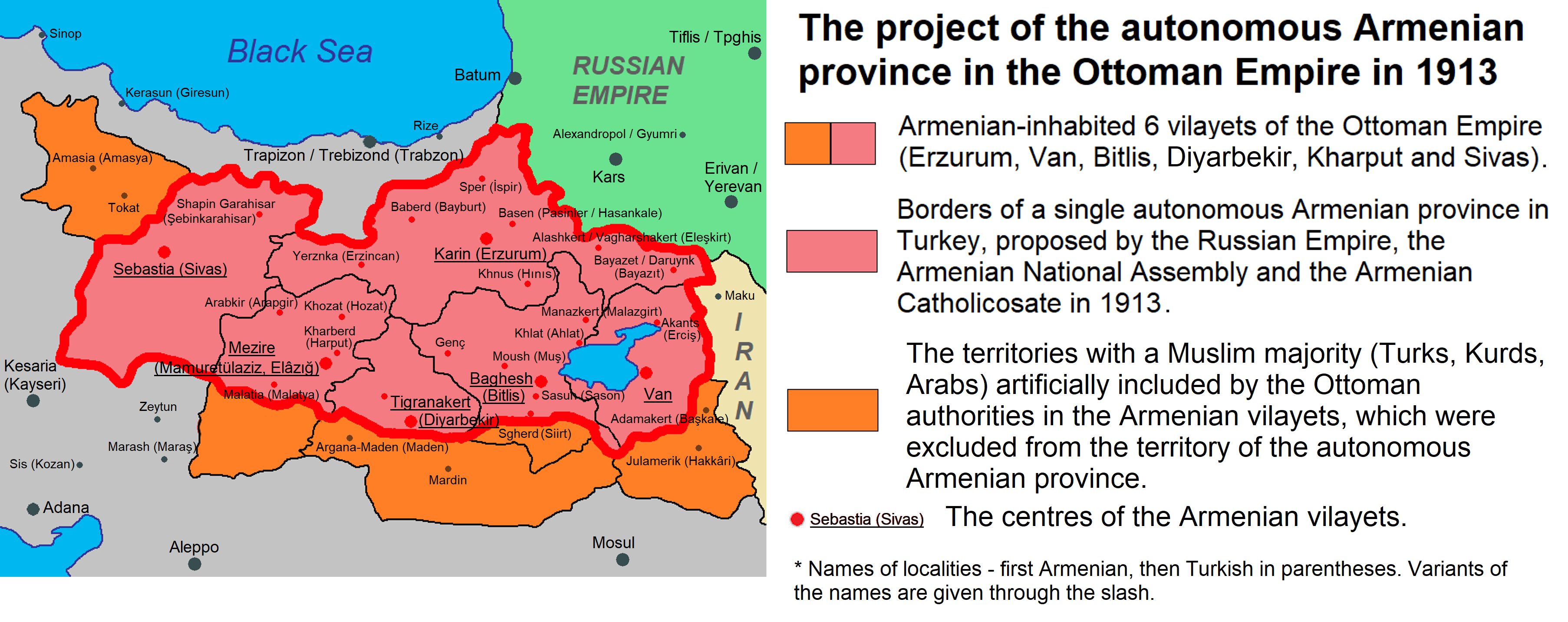
Автономная армянская провинция (область) в составе Османской империи, предложенная Российской империей, Армянским национальным собранием и Армянским католикосатом в 1913 г.

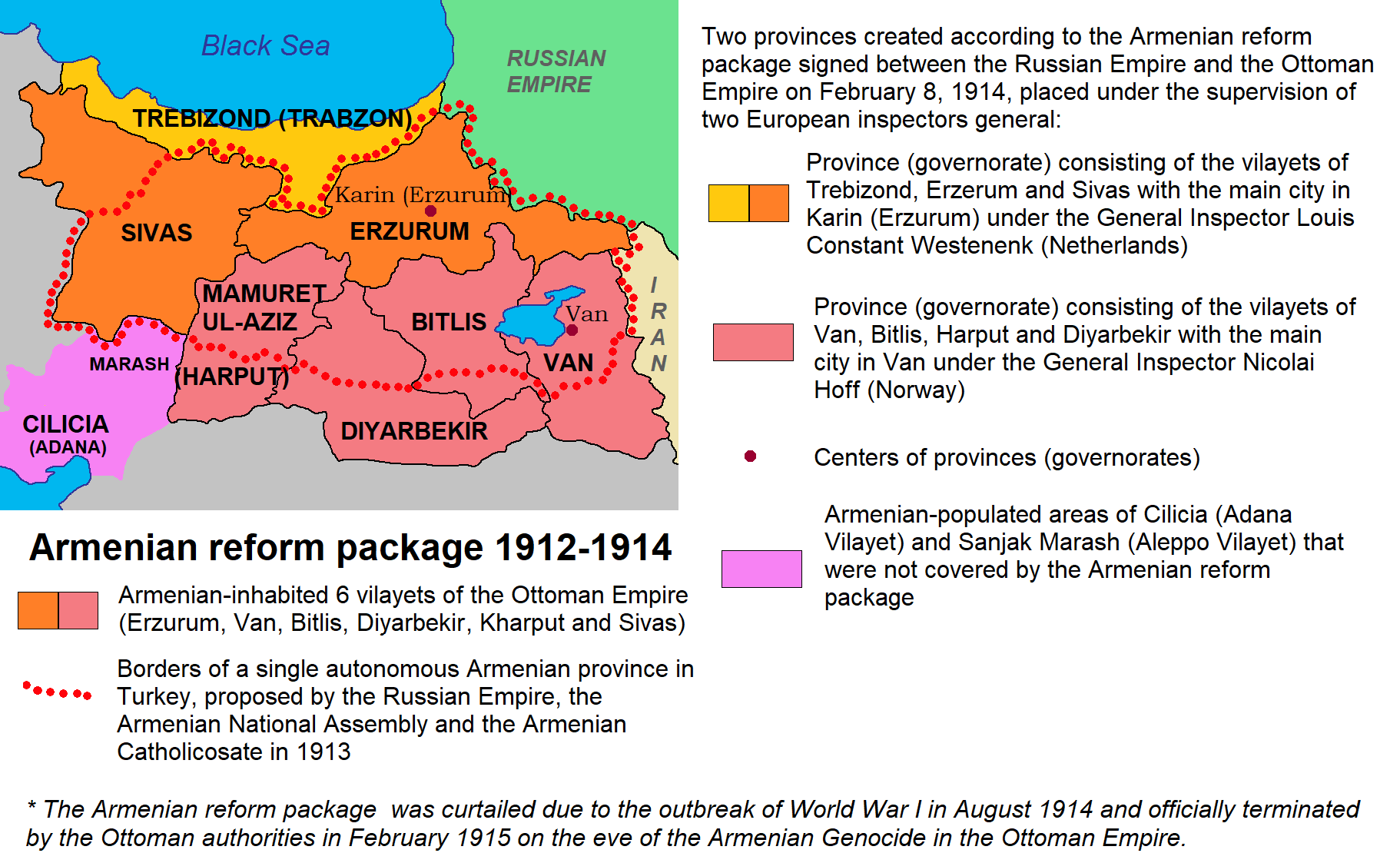
Административно-территориальное деление Турецкой Армении согласно окончательному Проекту армянских реформ в 1914 году

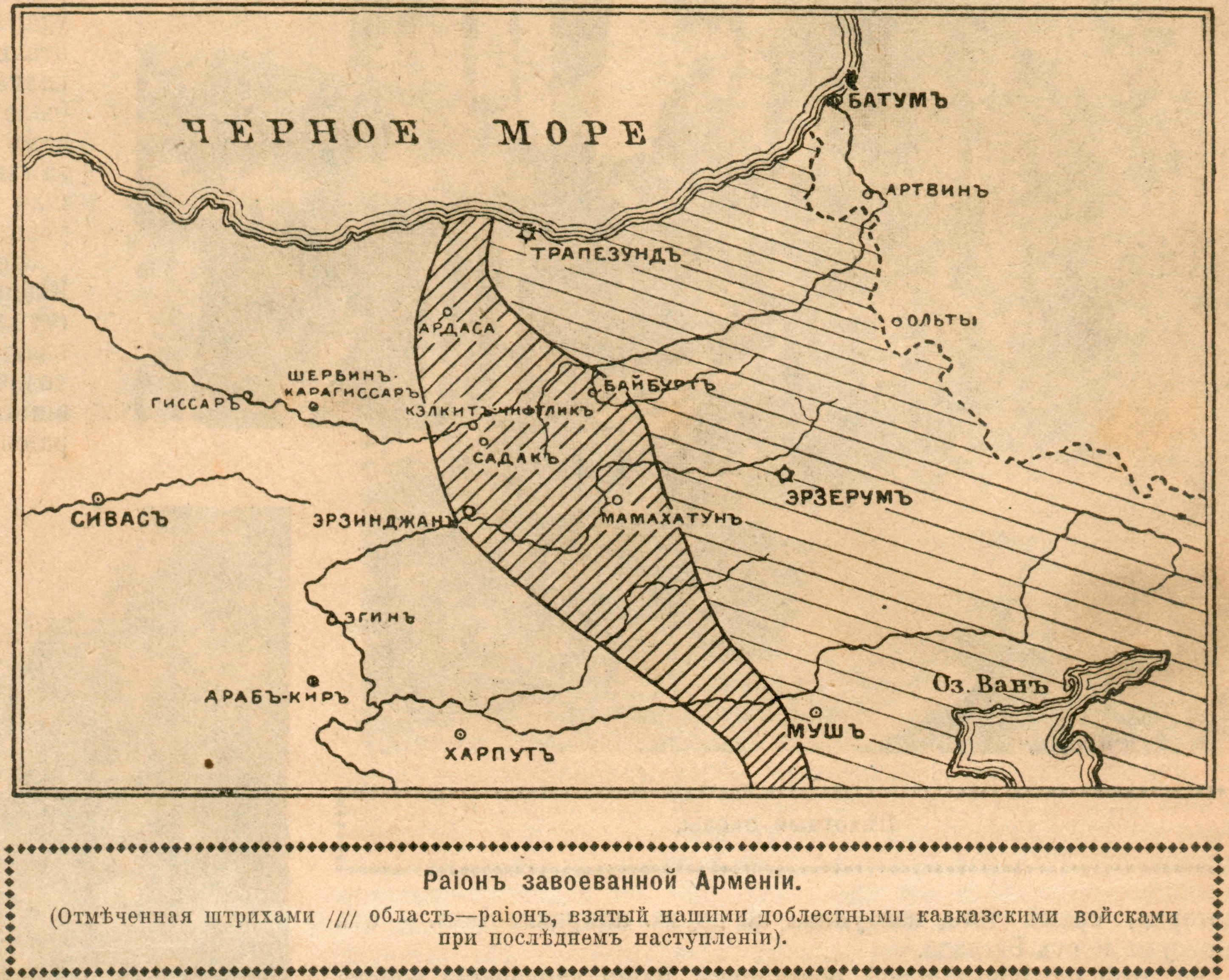
Территория Западной Армении, занятая русскими войсками к лету-осени 1916 г. Журнал Нива № 31 — 1916 г.

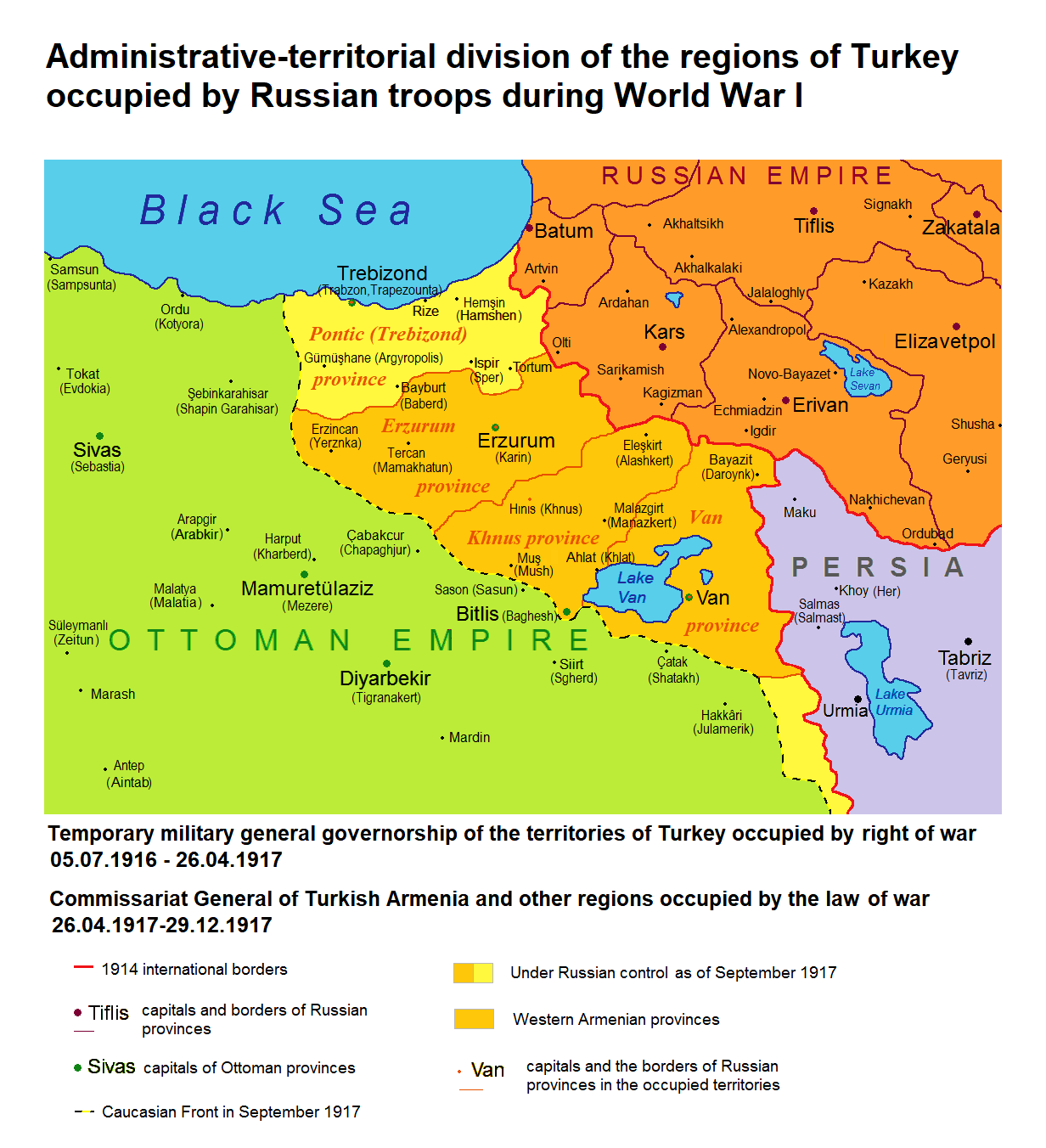
Административно-территориальное деление занятой русскими войсками в 1915—1917 годах Западной Армении.

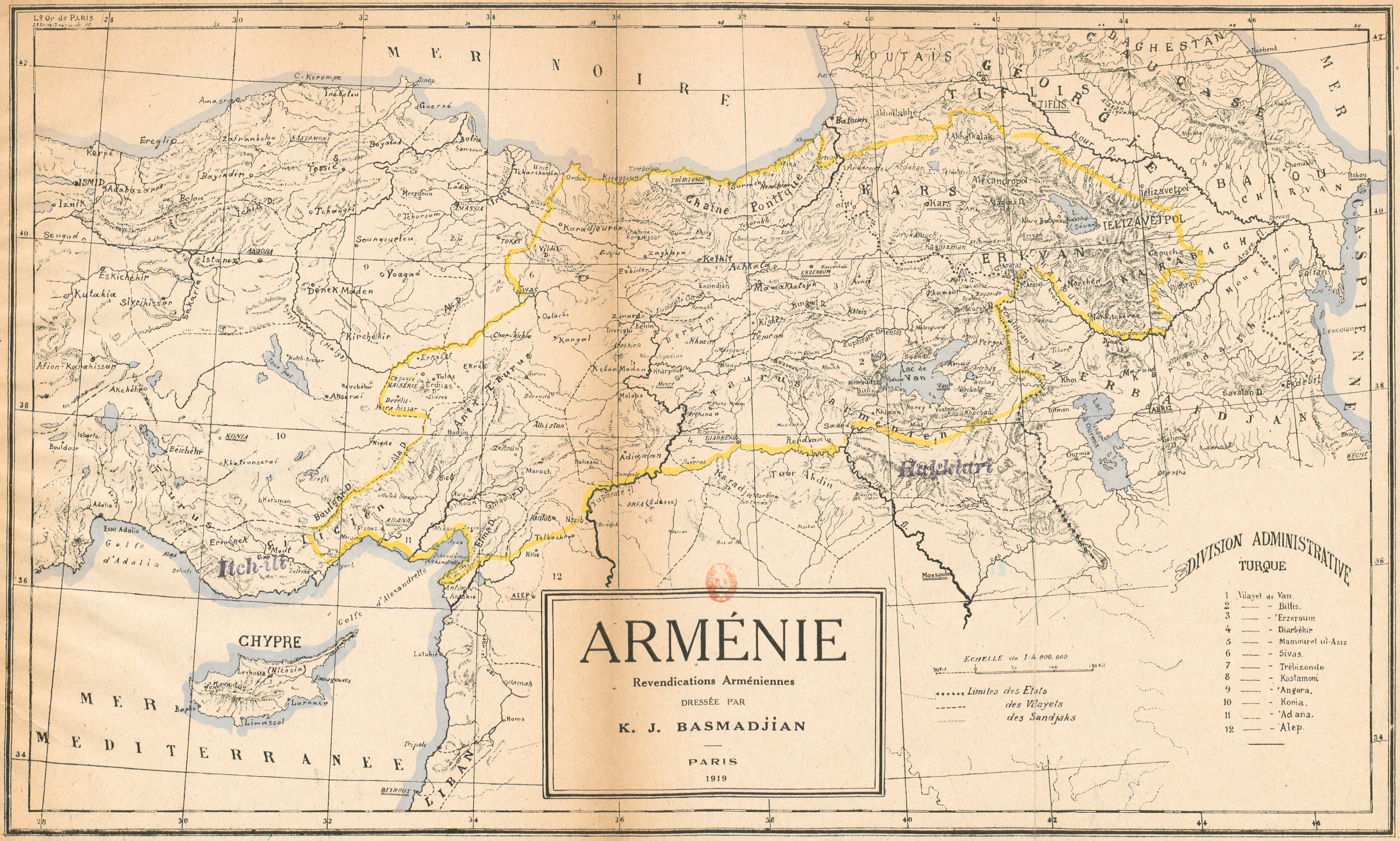
Территория Республики Армения, представленная на Парижской мирной конференции в 1919 году

К 1914 году Россия добилась от турецких властей серьёзных уступок в отношении Западной Армении и армянского вопроса. После многолетних переговоров, Россия, при поддержке других европейских держав, заключила Соглашение о проведении реформ в армянских вилайетах, так как все предыдущие договорённости по проведению «армянских реформ» — в частности, ст. 61 Берлинского трактата, и изданный в октябре 1895 года Абдул-Хамидом II Декрет о реформах в Армении, — оставались только на бумаге и ещё больше усугубляли отношение турецкого государства к армянам. Младотурецкие лидеры рассматривали данное соглашение как «угрозу существования империи» и были полны решимости не допустить его осуществления. В начале декабря 1914 года в связи с началом военных действий на Кавказском фронте, турецкое правительство в одностороннем порядке аннулировало соглашение. Накануне мировой войны, разочаровавшись в европейском бездействии, армянское население Турции смотрело на Россию как на свою защитницу.
С началом военных действий на Кавказском фронте, стали появляться сообщения о готовящейся расправе над армянами. В январе 1915 года начались первые депортации из Киликии, а с апреля турецкие власти приступили к масштабной кампании против мирного армянского населения, известной сегодня как геноцид армян. Опустошённые и разорённые армянские дома быстро находили новых хозяев в лице мусульманских беженцев с Балкан. Наряду с письменными приказами с требованием о депортации, Министерство внутренних дел и ЦК партии «Единение и прогресс» распространяли устные секретные приказы об организации массовых убийств армян. Одной из целей этой политики было полное очищение от армянского населения шести восточных провинций Турции. Геноцид осуществлялся путём физического уничтожения и депортации армян, включая перемещение гражданского населения в условиях, приводящих к неминуемой смерти («марши смерти»). В совместной декларации Франции, Британии и России от 11 (24) мая массовые убийства армян были охарактеризованы как преступление против человечности.
К началу 1917 года, итоги военной кампании на Кавказском фронте «превзошли ожидания русского командования». Русские войска продвинулись вглубь Османской империи более чем на 250 км, овладев важнейшими и крупными городами Турецкой Армении — Эрзерумом, Ваном, Трапезундом, Эрзинджаном и Мушем. Кавказская армия разгромила 3-ю турецкую армию и смогла оттеснить 2-ю, тем самым выполнив свою основную задачу — защиту Закавказья от вторжения турок на огромном фронте, протяжённость которого к началу 1917 года составляла, включая Персидский театр, свыше 2400 км.
16 (29) мая 1916 года между Великобританией, Францией и, несколько позже, Российской империей и Италией, было заключено секретное «Соглашение о разделе азиатской Турции» с секретными протоколами. По нему, окончательно были подтверждены права России на Константинополь и черноморские проливы, а также обширная отвоёванная территория Западной (Турецкой) Армении и часть Курдистана отходила в непосредственное владение России. Армяне, покинувшие свои дома, смогли бы вернуться на родную землю.
На занятых русскими войсками территориях Турецкой Армении был установлен административный режим, созданы подчинённые военному командованию Кавказской армии военно-административные округа. 8 (21) июня Николай II утвердил «Временное положение по управлению областями Турции, занятых по праву войны». Оно предусматривало создание временного военного генерал-губернаторства, которое разделялось на области, округа и участки. К началу 1917 года во все округа, на которые разделялось временное генерал-губернаторство, были назначены начальники (всего 29 округов). Округа, в свою очередь, делились на участки, возглавляемые участковыми начальниками. Как правило, главами округов и областей назначались русские военные выше чина капитана. В городах и районах предусматривалось создание департаментов полиции первого, второго и третьего рангов. Вводилась фискальная и судебная системы. Особое внимание уделялось продовольственному снабжению как армии, так и гражданских лиц и беженцев. Армянским представителям высшие посты не доверялись, их назначали, в основном, на второстепенные должности. Первым генерал-губернатором завоёванных областей стал генерал-лейтенант Н. Н. Пешков.
Занявшие в 1915—1916 годах большую часть территории 3ападной Армении (озеро Ван, города Ван, Эрзурум, Муш, Трапезунд, Эрзинджан) русские войска после Русской революции были вынуждены покинуть её. После Октябрьской революции Закавказский комитет был заменён на Закавказский комиссариат. 5 (18) декабря в Эрзинджане было подписано временное перемирие на период переговоров о мире в Брест-Литовске между РСФСР и Центральными державами. 7 (20) декабря были приостановлены военные действия на всех фронтах, в том числе и на Кавказском. Это привело к массовому отходу русских войск из Западной Армении на территорию России. Турецким силам в Закавказье противостояли лишь несколько тысяч кавказских добровольцев под командованием двухсот офицеров.
10 (23) февраля в Тифлисе Закавказским комиссариатом был созван Закавказский сейм, в состав которого вошли депутаты, избранные от Закавказья во Всероссийское учредительное собрание, и представители местных политических партий. После длительного обсуждения Сейм принял решение начать сепаратные переговоры о мире с Османской империей, исходя из принципа восстановления русско-турецких границ 1914 года на момент начала войны и права на получение турецкой Арменией автономии, которые проходили в Трапезунде, с 1 (14) марта по 14 апреля.

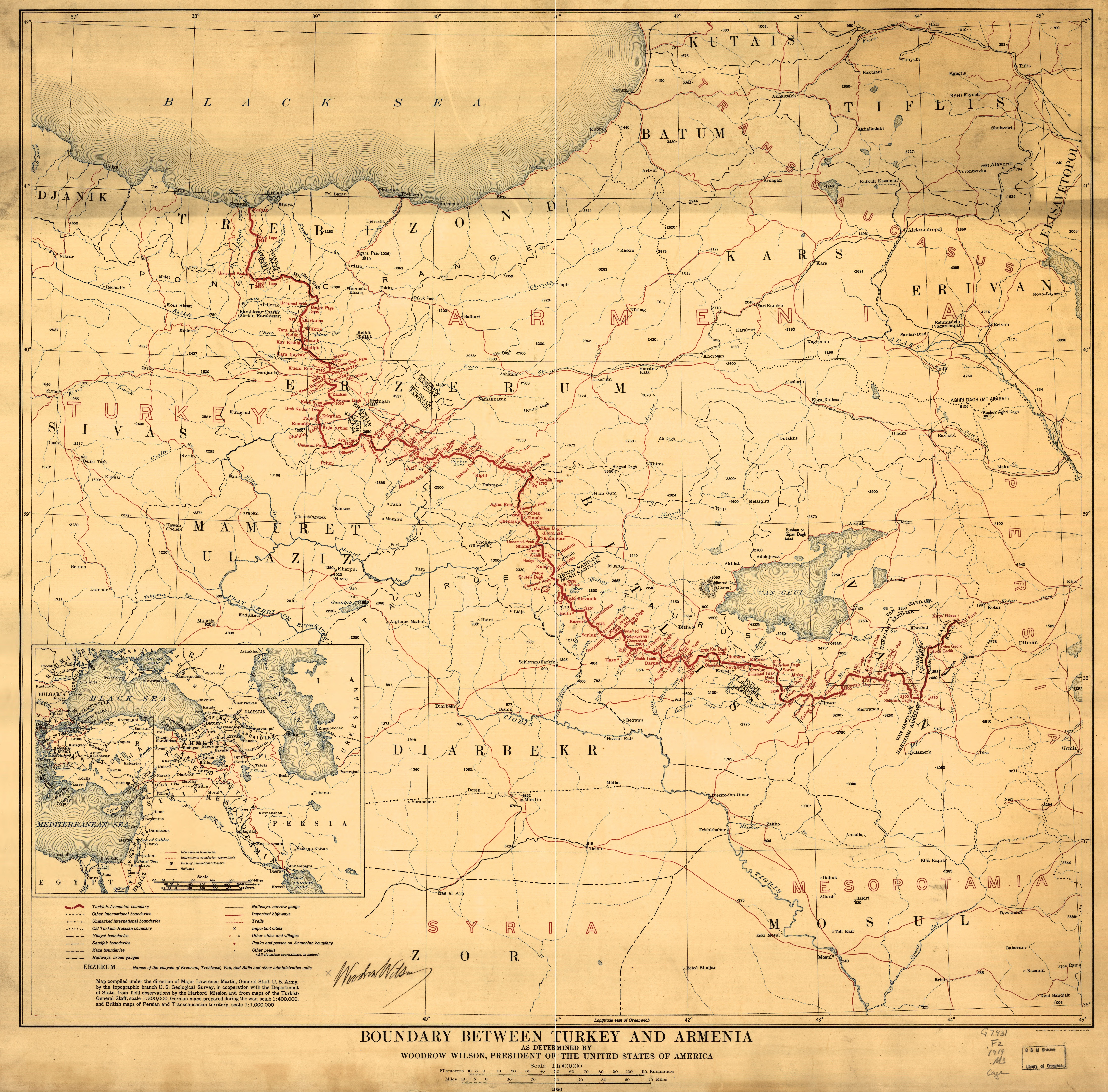
Граница Армении согласно Севрскому мирному договору и Арбитражному решению от 1920 года

После окончания войны мандат Армении перешёл к США: по Севрскому мирному договору 1920 года, находившееся в оккупированном Антантой Константинополе правительство Османской империи признало Армению как независимое и свободное государство и отказалась от всех прав на отошедшие к Армении территории. Однако подписанный султанским правительством договор не был ратифицирован Великим национальным собранием Турции. В дальнейшем кемалистская Турция отказалась от каких-либо уступок и возобновила войну. По заключённым в 1921 году Московскому и Карсскому договорам, к Турции перешли Карсский, Ардаганский, Кагызманский, Олтинский округа Карсской области и Сурмалинский уезд Эриванской губернии. Позиция турецкой стороны по армянскому вопросу ещё сильнее была укреплена в результате Лозаннской конференции 1923 года.

### Западная Армения и Вторая мировая война

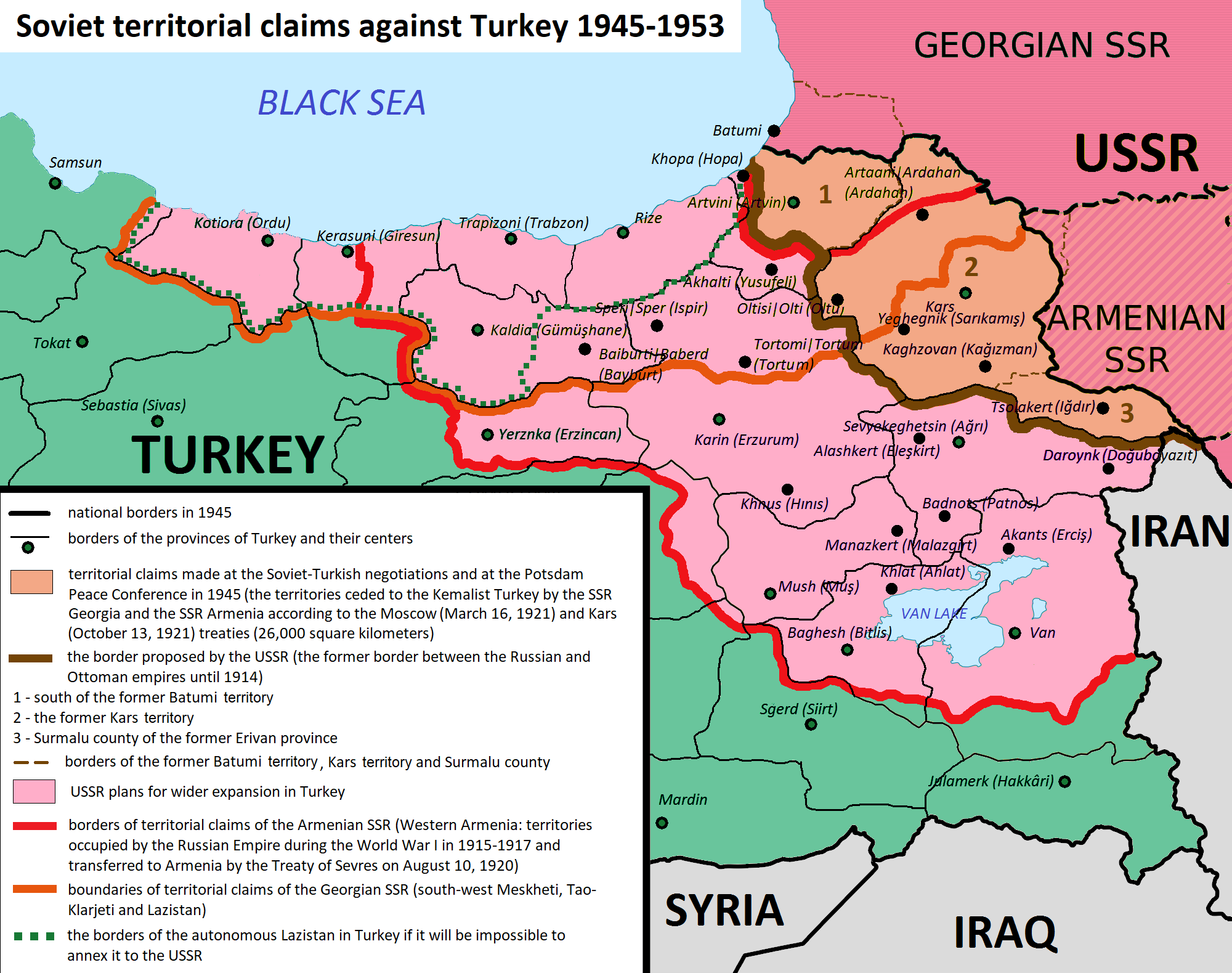
Советские территориальные требования к Турции в 1945—1953 гг.

19 марта 1945 года СССР денонсировал советско-турецкий договор от 25 декабря 1925 года, после чего начались неформальные консультации и переговоры о заключении нового договора. В мае Турция предложила проект соглашения, при котором в случае войны гарантировался бы свободный проход армии и флота СССР через турецкую территорию. 7 июля 1945 года в обращении к Сталину и Молотову руководитель Компартии Армении Григорий Артемьевич Арутинов упоминал о претензиях Армении на Карсскую область. С таким же обращением к Сталину выступил новоизбранный католикос всех армян Геворг VI. 22 июля 1945 года на Потсдамской конференции Молотов потребовал вернуть территорию областей Карса, Артвина и Ардагана, а также потребовал предоставления СССР военно-морской базы в Проливах. Новая граница СССР и Турции, с советской точки зрения, должна была примерно соответствовать границе Российской и Османской империй по состоянию на 1878 год: к «незаконно отторгнутым» территориям относились бывшая Карсская область, юг Батумской области, а также Сурмалинский уезд бывшей Эриванской губернии. СССР настаивал на пересмотре Московского и Карсского договоров и претендовал на часть Западной Армении.

### Наши дни
23 августа 1990 года Верховный Совет Армянской ССР принял Декларацию о независимости Республики Армения. После обретения независимости в Республике Армения не приняли никаких правовых актов в отношении Западной Армении. Республика Армения в юридическом плане осталась в юриспруденции 1920—1923 годов. Данная правовая ситуация не удовлетворила армян Западной Армении и Национальный совет армян Западной Армении провозгласил создание Правительства Западной Армении в изгнании, которое планирует вернуться на родину и восстановить официальную власть.

## Население

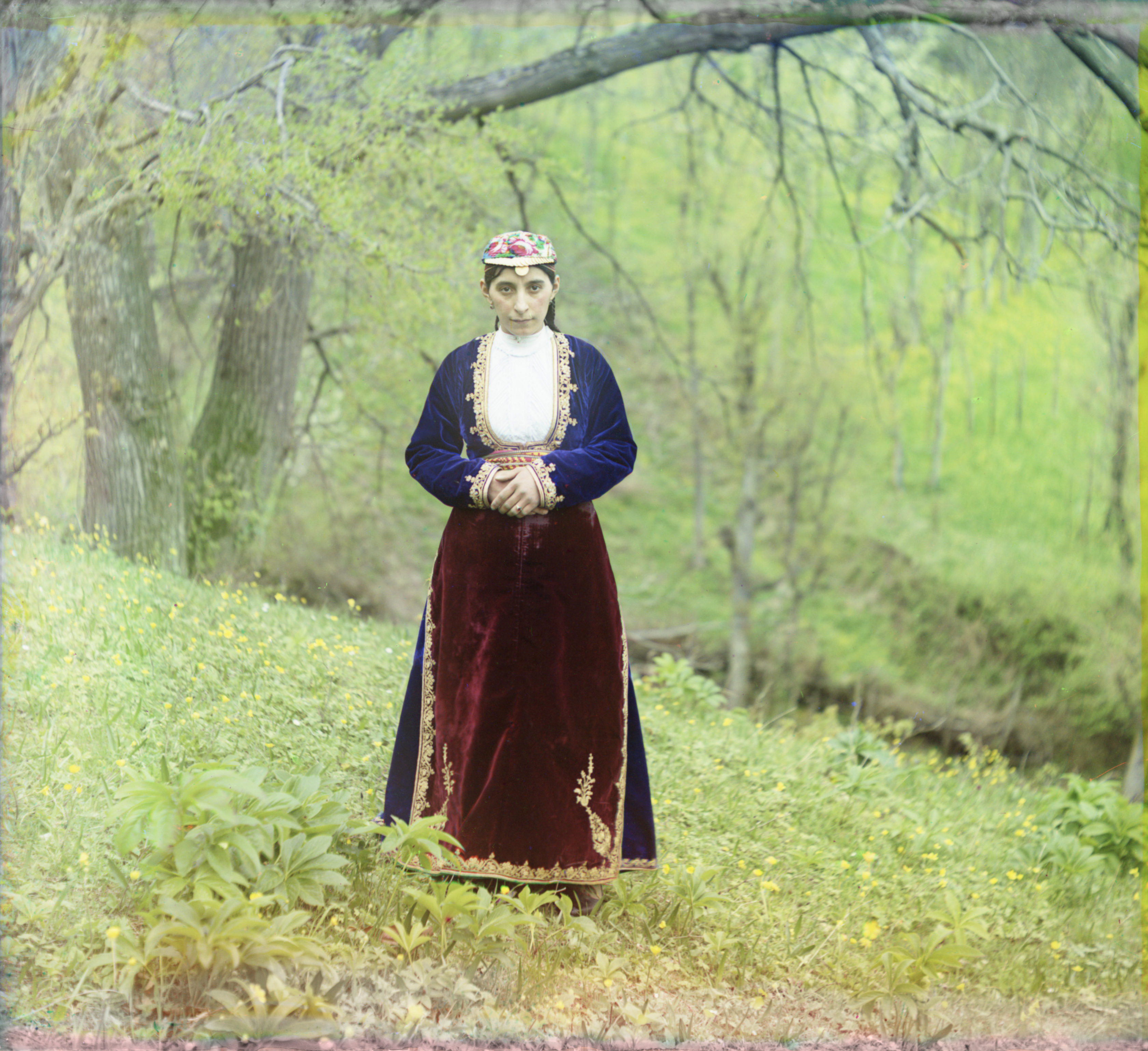
Армянка из Артвина в национальном костюме. Фото Сергея Прокудина-Горского (1910-е)

В результате политики Османской империи мусульманское население Западной Армении, за относительно короткий срок, возросло в несколько раз, а армянское население значительно сократилось.
В 1878 году Константинопольский Армянский Патриархат предоставил данные на Берлинский конгресс, что в Османской Империи проживает 3 миллиона армян. По данным новой переписи 1912 года Армянского Патриархата Константинополя, количество армян, проживающих в Османской империи, сократилось до 2 026 000 человек. В 1878—1912 годах армянское население в Западной Армении сократилось более чем на 1 000 000 человек.
| Провинция     | Армяне             | Турки            | Курды           | Ассирийцы      | Греки         | Цыгане        | Всего             |
| ------------- | ------------------ | ---------------- | --------------- | -------------- | ------------- | ------------- | ----------------- |
| Эрзурум и Ван | 1 150 000 (67,6 %) | 400 000 (23,5 %) | 128 000 (7.5 %) | 14 000 (0,8 %) | 5 000 (0,3 %) | 3 000 (0,2 %) | 1 700 000 (100 %) |
| Диярбекир     | 180 000 (49.7 %)   | 130 000 (35.9 %) | 44 300 (12,2 %) | 8 000 (2,2 %)  | ___________   | ___________   | 362 300 (100 %)   |
| Всего         | 1 330 000 (64.5 %) | 530 000 (25.7 %) | 172 300 (8.4 %) | 22 000 (1.1 %) | 5 000 (0.2 %) | 3 000 (0,1 %) | 2 062 300 (100 %) |

| Провинция        | Армяне             | Курды            | Турки            | Ассирийцы        | Греки          | Черкесы        | Арабы          | Кызылбаши      | Персы          | Лазы           | Цыгане        | Всего             |
| ---------------- | ------------------ | ---------------- | ---------------- | ---------------- | -------------- | -------------- | -------------- | -------------- | -------------- | -------------- | ------------- | ----------------- |
| Эрзерум          | 215 000 (34,1 %)   | 124 000 (19,7 %) | 240 000 (38,1 %) | ___________      | 12 000 (1,9 %) | 7 000 (1,1 %)  | ________       | 9 000 (1,4 %)  | 13 000 (2,1 %) | 10 000 (1,6 %) | ___________   | 630 000 (100 %)   |
| Диарбекир        | 174 000 (29,0 %)   | 185 000 (30,9 %) | 58 000 (9,7 %)   | 150 000 (25,0 %) | ________       | ________       | 20 000 (3,3%)  | 12 000 (2,0 %) | ________       | ________       | ________      | 599 000 (100 %)   |
| Сивас            | 165 000 (32,5 %)   | 50 000 (9,9 %)   | 192 000 (37,9 %) | 25 000 (4,9 %)   | 30 000 (5,9 %) | 45 000 (8,9 %) | ________       | ________       | ________       | ________       | ________      | 507 000 (100 %)   |
| Битлис           | 197 500 (39,3 %)   | 185 000 (36,9 %) | 49 000 (9,8 %)   | 45 000 (9,0 %)   | _________      | 10 000 (2,0 %) | 11 500 (2,3 %) | 4 000 (0,8 %)  | _________      | _________      | _________     | 502 000 (100 %)   |
| Адана            | 205 000 (41,8 %)   | 70 000 (14,2 %)  | 78 000 (15,9 %)  | 20 000 (4,1 %)   | 40 000 (8,2 %) | 15 000 (3,1 %) | 30 000 (6,1 %) | _________      | _________      | _________      | _________     | 458 000 (100 %)   |
| Мамурет-уль-Азиз | 168 000 (37.3 %)   | 127 000 (28 %)   | 102 000 (22.7 %) | 5 000 (1,1 %)    | ________       | ________       | ________       | 32 000 (7,0 %) | ________       | ________       | ________      | 450 000 (100 %)   |
| Ван              | 185 000 (49,2 %)   | 111 000 (29,5 %) | 47 870 (12,7 %)  | 29 040 (7,7 %)   | _________      | _________      | ________       | _________      | _________      | _________      | 3 000 (0,8 %) | 375 910 (100 %)   |
| Всего            | 1 309 500 (37,4 %) | 852 000 (24,3 %) | 766 870 (21,9 %) | 274 040 (7,8 %)  | 82 000 (2,3 %) | 77 000 (2,2 %) | 61 500 (1,8 %) | 57 000 (1,6 %) | 13 000 (0,4 %) | 10 000 (0,3 %) | 3 000 (0,1 %) | 3 505 910 (100 %) |

По данным Государственного департамента США, в 1922 году было зарегистрировано 817 873 западно-армянских беженца, ещё около 376 000 западных армян остались жить в Турции, в том числе 226 000 на территориях Западной Армении и Киликии. К 1922 году 95 000 из них уже были обращены в ислам, остальные подверглись исламизации (преимущественно принимая алевизм), после провозглашения Турецкой республики в 1923 году. В это число не входят 150 000 западных армян, обращённых в ислам ещё ранее, в 1895—1896 годах, а также, несколько десятков тысяч хемшил, обращённых в ислам в XVI веке. Их потомки сегодня живут в Западной Армении. Эта категория армян условно именуется криптоармянами и насчитывает несколько миллионов человек.
На данный момент в регионе проживает около 6 миллионов жителей.
Западноармянский язык (один из двух современных вариантов армянского языка) сегодня в основном используется армянами Турции, Ливана и ряда других стран, преподаётся в школах и специальных учебных заведениях армянской диаспоры.

## Культурное наследие
Ахтамар • Гагикашен • Церковь святых Апостолов (Карс) • Монастырь Святых Апостолов • Анийский собор • Хоромос • Монастырь Хцконк • Ктутсский монастырь • Монастырь Спасителя (Трабзон) • Мренский собор • Нарекаванк • Монастырь святого Варфоломея • Монастырь святого Карапета • Церковь святой Марине (Муш) • Базилика Текора • Варагаванк • Немрут
Число армянских деревень, церквей и школ в Османской империи в 1914 году
| Вилайет/Регион                                          | деревень | церквей | школ  |
| ------------------------------------------------------- | -------- | ------- | ----- |
| Битлисский вилайет                                      | 681      | 671     | 207   |
| Ванский вилайет                                         | 450      | 537     | 192   |
| Эрзерумский вилайет                                     | 425      | 482     | 322   |
| Харпутский вилайет                                      | 279      | 307     | 204   |
| Диарбекирский вилайет                                   | 249      | 158     | 122   |
| Сивасский вилайет                                       | 241      | 219     | 204   |
| Киликия                                                 | 187      | 537     | 176   |
| Трапезундский вилайет                                   | 118      | 109     | 190   |
| Западная Анатолия                                       | 237      | 281     | 300   |
| Восточная Фракия (включая Константинополь и его округу) | 58       | 67      | 79    |
| Османская империя                                       | 2,925    | 3,368   | 1,996 |

## Фотогалерея

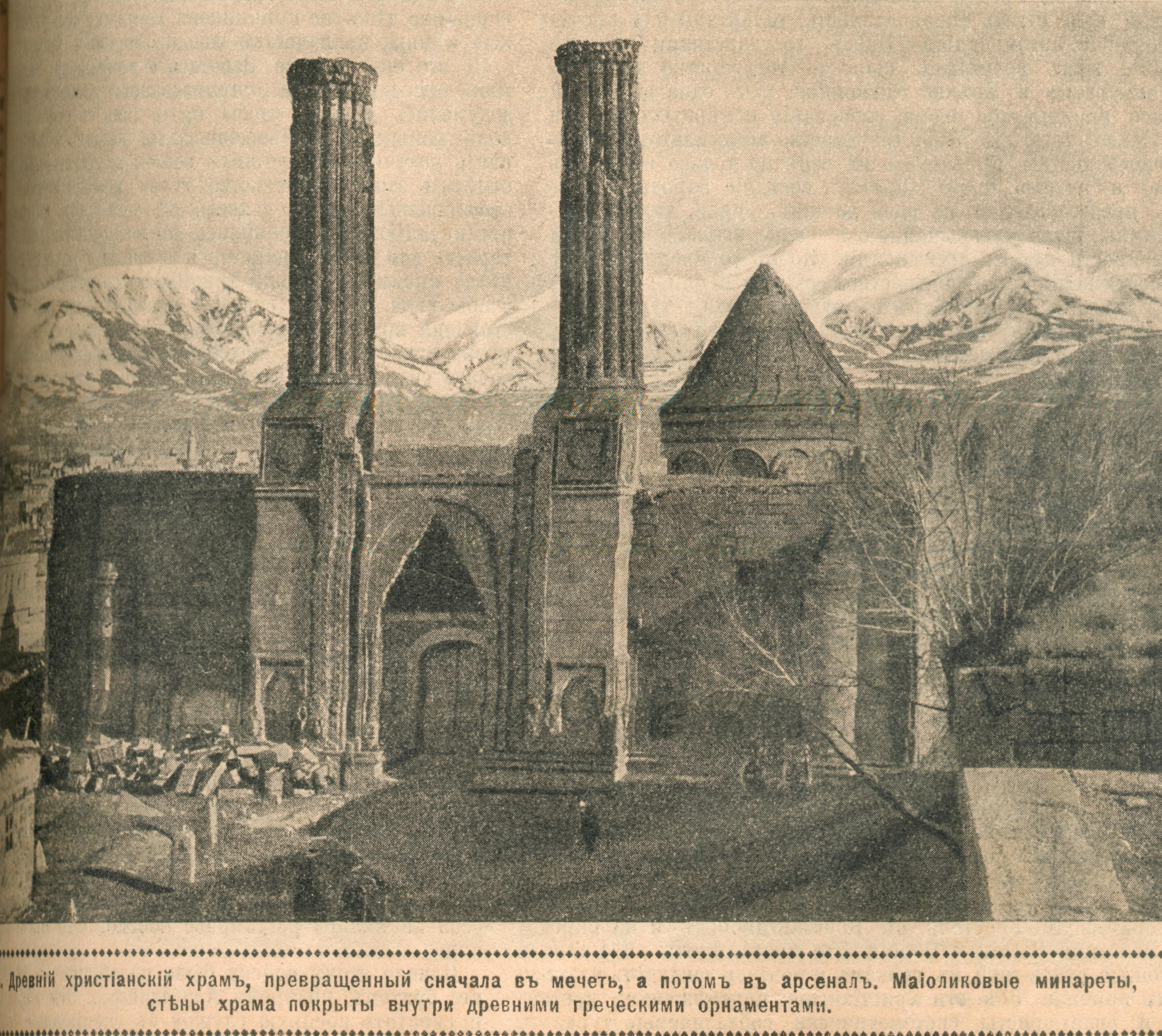
Древний христианский храм, превращённый турками сначала в мечеть, а затем в арсенал. Эрзерум, 1916
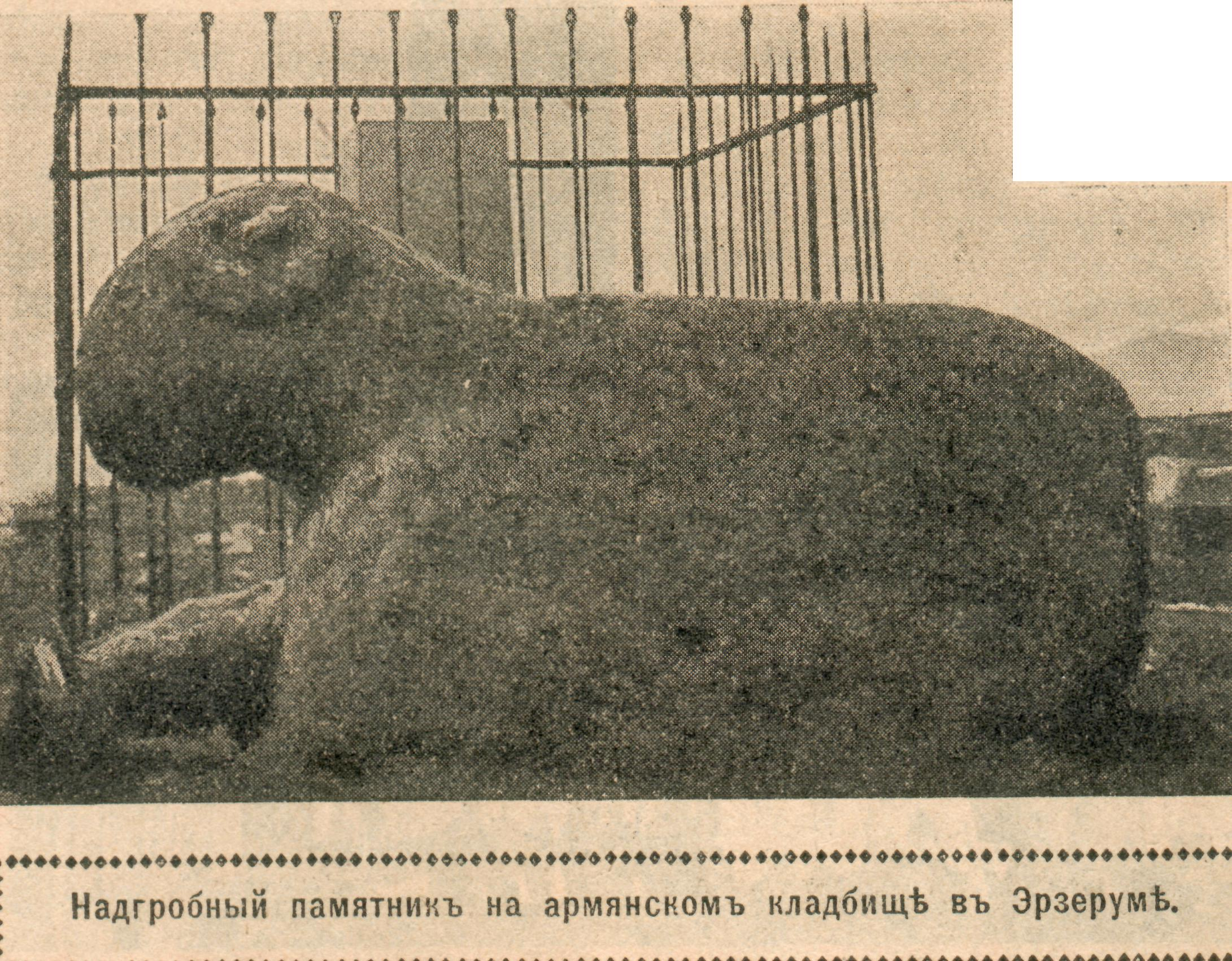
Надгробный памятник на армянском кладбище Эрзерума. 1916
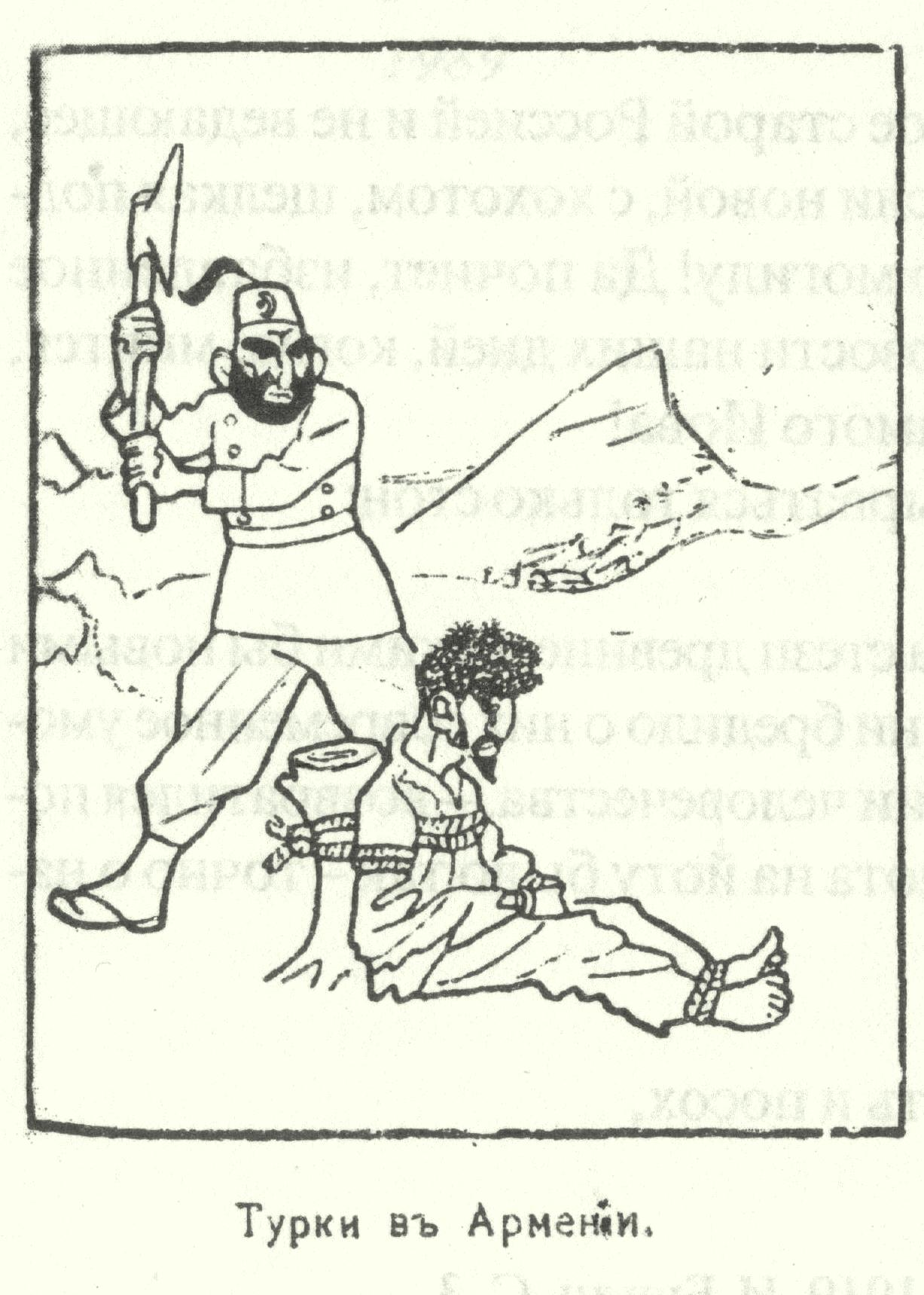
Турки в Армении. Рисунок из одесского журнала времён Первой мировой войны, октябрь 1917

### Книги
на русском языке
- Реформы в Армении : 26 ноября 1912 года - 10 мая 1914 года // Сборник дипломатических документов. — Петроград: Государственная типография, 1915. — 294 с.
- Раздел Азиатской Турции по секретным документам б. Министерства иностранных дел / под ред. Е. А. Адамова. — М.: НКИД, 1924. — 383 с.. Так же доступна для скачивания на сайте НЭБ
- Безобразов П.В. Раздел Турции. — Петроград: Тип. В. Ф. Киршбаума, 1917. — 77 с.. Так же доступна для скачивания на сайте НЭБ
- Дипломатический архив // Будущее устройство Армении. По официальным данным. Третья оранжевая книга. — Петроград: Освобождение, 1915. — Т. 8. — 93 с. Также доступна для скачивания на сайте НЭБ
- Тунян В. Армянский вопрос в русской печати: 1900—1917 гг. /. Науч. ред. канд ист. наук, доцент А. С. Саргсян.- Ереван: Чартарагет.-. 2000.- 244 с.- В надзагл.: (НАН РА; Музей — ин-т Геноцида армян).
- Зелёный А.С. Карта распределения армянского населения в Турецкой Армении и Курдистане с пояснительною запискою. — М.: Книга по требованию (репринт "Воен. тип", 1895год), 2012. — 48 с. — ISBN 978-545815573.
- Первая советская конституция (конституция РСФСР 1918 года). О "Турецкой Армении" (Обращение Народного Комиссара по делам национальностей). Декрет о "Турецкой Армении". / под ред. А. Я. Вышинского. — М.: Юридическое изд-во НКЮ СССР, 1938. — С. 340—345.
- Муханов В. М. Грузинская Демократическая Республика. — М.: МГИМО МИД России, 2018. — 886 с. — ISBN 978-5-9228-1832-2.
- В.А. Золотарев, В.А. Авдеев. Военная история отечества с древних времен до наших дней. В 3 т.. — М.: Мосгорархив, 1995. — Т. 1. — 513 с.
- Дживелегов А.К. Будущее Турецкой Армении // Армянский сборник. — М.: Звезда, 1911. — С. 139—178.
- Айрапетов О. Р. История внешней политики Российской империи. 1801–1914: в 4 т. Т.4. Внешняя политика императора Николая II. 1894—1914. — М.: Кучково поле, 2018. — 768 с. — ISBN 978-5-9950-0927-6.
- Корсун Н. Г. Первая мировая война на Кавказском фронте. — М.: Воениздат НКО СССР, 1946. — 100 с.
- Лазарев М.С. Крушение турецкого господства на Арабском Востоке 1914—1918 гг. — М.: Восточная литература НКИД, 1960. — 246 с.
- Михалёв С. Н. Военная стратегия: Подготовка и ведение войн Нового и Новейшего времени / Вступ. ст. и ред. В. А. Золоторёва. — М.: Кучково поле, 2003. — 952 с. — ISBN 5-86090-060-0.
- Киреев Н. Г. История Турции. XX век. — М.: Крафт+ ИВ РАН, 2007. — 608 с. — ISBN 978-5-89282-292-3.
- Арутюнян А.О. Кавказский фронт 1914 - 1917 гг. — Ереван: Айастан, 1971. — 416 с.
- Сборник договоров России с другими государствами. 1856—1917 / [под редакцией Е.А. Адамова; Составитель И.В. Козьменко]. — М.: Госполитиздат, 1952. — 462 с.
- Шацилло В.К. Первая мировая война 1914-1918. Факты. Документы. — М.: ОЛМА-ПРЕСС, 2003. — 480 с. — ISBN 5-224-03312-8.
- Матвеев К. П., Мар-Юханна И. И. Ассирийский вопрос во время и после Первой мировой войны (1914-1933). — М.: Наука, 1968.
- В.А. Золотарев, В.А. Авдеев. Военная история отечества с древних времен до наших дней. В 3 т.. — М.: Мосгорархив, 1995. — Т. 1. — 513 с.
- Обозрение Армении в географическом, историческом и литературном отношениях / Худобашев А.М. — СПб.: Тип. 2 Отд. Собственная Е. И. В. канцелярия, 1859. — 560 с.
- Диллон Эм. Положение дел в турецкой Армении. — Москва: типо-лит. К.Ф. Александрова, 1897. — С. 843—881.

на английском языке
- Taner Akçam. The Young Turks' Crime against Humanity: The Armenian Genocide and Ethnic Cleansing in the Ottoman Empire. — Princeton & Oxford: Princeton University Press, 2012. — 528 p. — ISBN 9781400841844.
- Hovannisian R. G. The Armenian People from Ancient to Modern Times. — Basingstoke: Palgrave Macmillan, 1997. — Vol. I. The Dynastic Periods: From Antiquity to the Fourteenth Century. — 386 p. — ISBN 0-312-10169-4, ISBN 978-0-312-10169-5.
  - Robert H. Hewsen. The geography of Armenia // The Armenian People from Ancient to Modern Times / Richard G. Hovannisian. — NY: Palgrave Macmillan, 1997. — P. 1—18. — 386 p. — ISBN 0-312-10169-4. — ISBN 978-0-312-10169-5.
- Hovannisian R. G. The Armenian People from Ancient to Modern Times. — Palgrave Macmillan, 1997. — Vol. II. Foreign Dominion to Statehood: The Fifteenth Century to the Twentieth Century. — 493 p. — ISBN 0312101686, ISBN 9780312101688.
  - George A. Bournoutian. Eastern Armenia from the 17th Century to the Russian Annexation // The Armenian People from Ancient to Modern Times / Richard G. Hovannisian. — Palgrave Macmillan, 1997. — P. 81—107. — 493 p. — ISBN 0312101686. — ISBN 9780312101688.
  - Ronald Grigor Suny. Eastern Armenians under tsarist rule // The Armenian People from Ancient to Modern Times / Richard G. Hovannisian. — Palgrave Macmillan, 1997. — P. 109—137. — 493 p. — ISBN 0312101686. — ISBN 9780312101688.
  - Richard G. Hovannisian. The armenian question in the Ottoman empire. 1876-1914 // The Armenian People from Ancient to Modern Times / Richard G. Hovannisian. — Palgrave Macmillan, 1997. — P. 203—239. — 493 p. — ISBN 0312101686. — ISBN 9780312101688.
  - Richard G. Hovannisian. Armenia's road to independence // The Armenian People from Ancient to Modern Times / Richard G. Hovannisian. — Palgrave Macmillan, 1997. — P. 275—302. — 493 p. — ISBN 0312101686. — ISBN 9780312101688.
- Richard G. Hovannisian. Armenia on the Road to Independence (англ.). — University of California Press, 1967. — 364 p.
- Joseph R. Masih, Robert O. Krikorian. Armenia At the Crossroads (англ.). — Amsterdam: Harwood Academic Publishers, 1999. — 142 p. — ISBN 9789057023446.
- Raymond Kévorkian[англ.]. The Armenian Genocide: A Complete History. — London: I. B. Tauris, 2011.
- Россия. Законы и постановления. Полное собрание законов Российской империи. — Собрание 2-е, отделение 2-е. — СПб.: Тип. 2-го Отд-ния Собств. ее императ. величества канцелярии, 1871. — Т. 42. — 1543 с.
- Arminiya // The encyclopedia of Islam / H. A. R. Gibb, J. H. Kramers, E. Levi-Provençal, J. Schacht, B. Lewis, Ch. Pellat. Assisted by S. M. Stern (pp. 1—330), C. Dumont and R. M. Savory (pp. 321—1359). — Leiden, Netherlands: E.J. Brill, 1986. — Vol. I. A-B. — P. 634—650. — 1359 p. — ISBN 90-04-08114-3.
- James Barry. Armenian Christians in Iran: Ethnicity, Religion, and Identity in the Islamic Republic. — Cambridge: Cambridge University Press, 2019. — 322 p. — ISBN 9781108429047.
- George A. Bournoutian. Armenian // An Ethnohistorical Dictionary of the Russian and Soviet Empires / James Stuart Olson, Lee Brigance Pappas, Nicholas Charles Pappas. — Westport, Conn.: Greenwood press, 1994. — 840 p. — ISBN 9780313274978.
- Armenia // The Oxford Encyclopedia of Economic History. / Joel Mokyr. — NY: Oxford University Press, 2003. — Vol. 5. — 2824 p. — ISBN 9780195105070.
- George A. Bournoutian. Armenian // An Ethnohistorical Dictionary of the Russian and Soviet Empires / James Stuart Olson, Lee Brigance Pappas, Nicholas Charles Pappas. — Westport, Conn.: Greenwood press, 1994. — 840 p. — ISBN 9780313274978.Richard G. Hovannisian. Russian Armenia. A Century of Tsarist Rule (en.) // Jahrbücher für Geschichte Osteuropas. — 1971. — Март. — P. 31—48. — JSTOR 41044266.
- Richard G. Hovannisian. Russian Armenia. A Century of Tsarist Rule (en.) // Jahrbücher für Geschichte Osteuropas. — 1971. — Март. — P. 31—48. — JSTOR 41044266.
- A. G. Sagona. The Heritage of Eastern Turkey: From Earliest Settlements to Islam. — Macmillan Education AU, 2006. — 240 p. — ISBN 9781876832056.
- Donald Bloxham. The Great Game of Genocide: Imperialism, Nationalism, and the Destruction of the Ottoman Armenians (англ.). — Oxford: Oxford University press, 2005. — 352 p. — ISBN 9780199226887.
- Akçam T. From Empire to Republic: Turkish Nationalism and the Armenian Genocide. — London: Zed Books Ltd, 2004. — 273 p. — ISBN 1842775278, ISBN 9781842775271.
- Akçam T. A Shameful Act: The Armenian Genocide and the Question of Turkish Responsibility (англ.). — Macmillan, 2007. — 500 p. — ISBN 1466832126. — ISBN 9781466832121.
- Allen W. E. D.[англ.], Muratoff P. P. Caucasian Battlefields: A History of the Wars on the Turco-Caucasian Border. 1828—1921 (англ.). — Cambridge: CUP, 1953. — 614 p. — ISBN 978-1-108-01335-2.
- Armenia // A Political Chronology of the Middle East / David Lea, Annamarie Rowe, Dr. Isabel Miller. — First edition. — UK: Psychology Press, 2001. — 282 p. — ISBN 9781857431155.
- Ronald Grigor Suny. Looking toward Ararat: Armenia in modern history. — Bloomington and Indianapolis: Indiana University Press, 1993. — 289 p. — ISBN 0253207738.
- George A. Bournoutian. Armenian // An Ethnohistorical Dictionary of the Russian and Soviet Empires / James Stuart Olson, Lee Brigance Pappas, Nicholas Charles Pappas. — Westport, Conn.: Greenwood press, 1994. — 840 p. — ISBN 9780313274978.
- Eugene Rogan. The Fall of the Ottomans The Great War in the Middle East (англ.). — Basic Books, 2015. — 460 p. — ISBN 978-0-465-02307-3.
  - Юджин Роган. Падение Османской империи. Первая мировая война на Ближнем Востоке, 1914–1920 гг = The Fall of the Ottomans: The Great War in the Middle East. By Eugene Rogan. — М., 2018. — 560 p. — ISBN 978-5-91671-762-4.

### Статьи
На русском языке
- Марукян А. Политика России на занятых территориях западной Армении в 1915—1917 годах. Доклад на Международной научно-практической конференции «Кавказ в годы Первой мировой войны» (28—30 ноября 2014 г.) // Kavkazoved.info. — Пятигорск, 2014.
- Саркисян Е. Из истории турецкой интервенции в Закавказье в 1918 году // Известия Академии наук Армянской ССР. — 1958. — № 7. — С. 27—41.
- Ошеровский Л.Я. Идея автономного строя в Турецкой Армении под протекторатом России. — Пятигорск: Пятигор. арм. ком. по оказанию помощи добровольцам-дружинникам и беженцам армянам, 1915. — С. 15с.
- Ошеровский Л.Я. Трагедия армян-беженцев. — Кисловодск: Книгопечатня Г.Д. Сукиасянца, 1915. — С. 23с.

На английском языке
- Edmund Herzig. Armenia (англ.) // Eastern Europe, Russia and Central Asia. 3rd edition. — UK: Europa Publications, 2002. — P. 73—99. — ISSN 1470-5702.
- Stephan Astourian. The Armenian Genocide: An Interpretation :  [англ.] // The History Teacher. — Society for the History of Education, 1990. — Vol. 23, № 2 (February). — P. 111—160. — ISSN 0018-2745. — doi:10.2307/494919. — JSTOR 494919.
- Ronald G. Suny. «They Can Live in the Desert but Nowhere Else»: Explaining the Armenian Genocide One Hundred Years Later (англ.). — Juniata College, Pennsylvania: Juniata Voices, 2016. — P. 208—229.
- Vahakn N. Dadrian. Armenians in Ottoman Turkey and the Armenian Genocide (англ.) // Dinah L. Shelton. Encyclopedia of Genocide and Crimes Against Humanity. Vol. 1 (A—H). — Macmillan Reference, 2005. — P. 67—76. — ISBN 0-02-865992-9.
- George A. Bournoutian. The Population of Persian Armenia Prior to and Immediately Following its Annexation to the Russian Empire, 1826-32 (англ.) // NATIONALISM AND SOCIAL CHANGE IN TRANSCAUCASIN. — 1980. — 25 April.